# Bítov (Moravia meridionale)
Bítov (in tedesco Vöttau) è un comune della Repubblica Ceca facente parte del distretto di Znojmo, in Moravia Meridionale.

## Il castello di Bítov
Si tratta di una fortezza difensiva, edificata dai signori del luogo nell'XI secolo, e ricostruita in stile neomedievale, secondo il gusto romantico nella seconda metà del XIX secolo.
Gli interni sono allestiti in stile romantico, con decorazioni neogotiche del pittore viennese Anton Schuller e arredamento dell'epoca.